# Scotinotylus exsectoides
Scotinotylus exsectoides là một loài nhện trong họ Linyphiidae. Loài này phân bố ở Canada.